# Benjamin Donegan
Benjamin Donegan (ur. 4 sierpnia 1983) – australijski judoka.
Uczestnik mistrzostw świata w 2011. Brązowy medalista mistrzostw Oceanii w 2003. Mistrz Australii w 2011 roku.